# Odorrana jingdongensis
Odorrana jingdongensis är en groddjursart som beskrevs av Fei, Ye och Li 200. Odorrana jingdongensis ingår i släktet Odorrana och familjen egentliga grodor. IUCN kategoriserar arten globalt som sårbar. Inga underarter finns listade i Catalogue of Life.